# John Mulcahy
John Joseph Francis Mulcahy (* 20. Juli 1876 in New York City; † 19. November 1942 ebenda) war ein amerikanischer Ruderer. 
John Mulcahy startete für den New Yorker Atalanta Boat Club und gewann bereits 1891 mit M. F. Monahan einen US-Titel im Doppelzweier. 1898 graduierte Mulcahy an der Fordham University. 
1904 ruderte Mulcahy gemeinsam mit William Varley zu seinem zweiten US-Titel im Doppelzweier. Bei den Olympischen Spielen 1904 in St. Louis siegten die beiden mit zwei Bootslängen Vorsprung vor John Hoben und Jamie McLoughlin vom auf Long Island beheimateten Ravenswood Boat Club. Mulcahy und Varley traten am selben Tag auch im Zweier ohne Steuermann an, in dieser Bootsklasse belegten die beiden mit vier Bootslängen Rückstand den zweiten Platz hinter Robert Farnan und Joseph Ryan vom Seawanhaka Boat Club aus Brooklyn. 
Mulcaly arbeitete nach seiner Ruderkarriere viele Jahre bei der Midvale Steel Company in Coatesville, Pennsylvania.